# Onze-Lieve-Vrouwekerk (Nieuwerkerken)

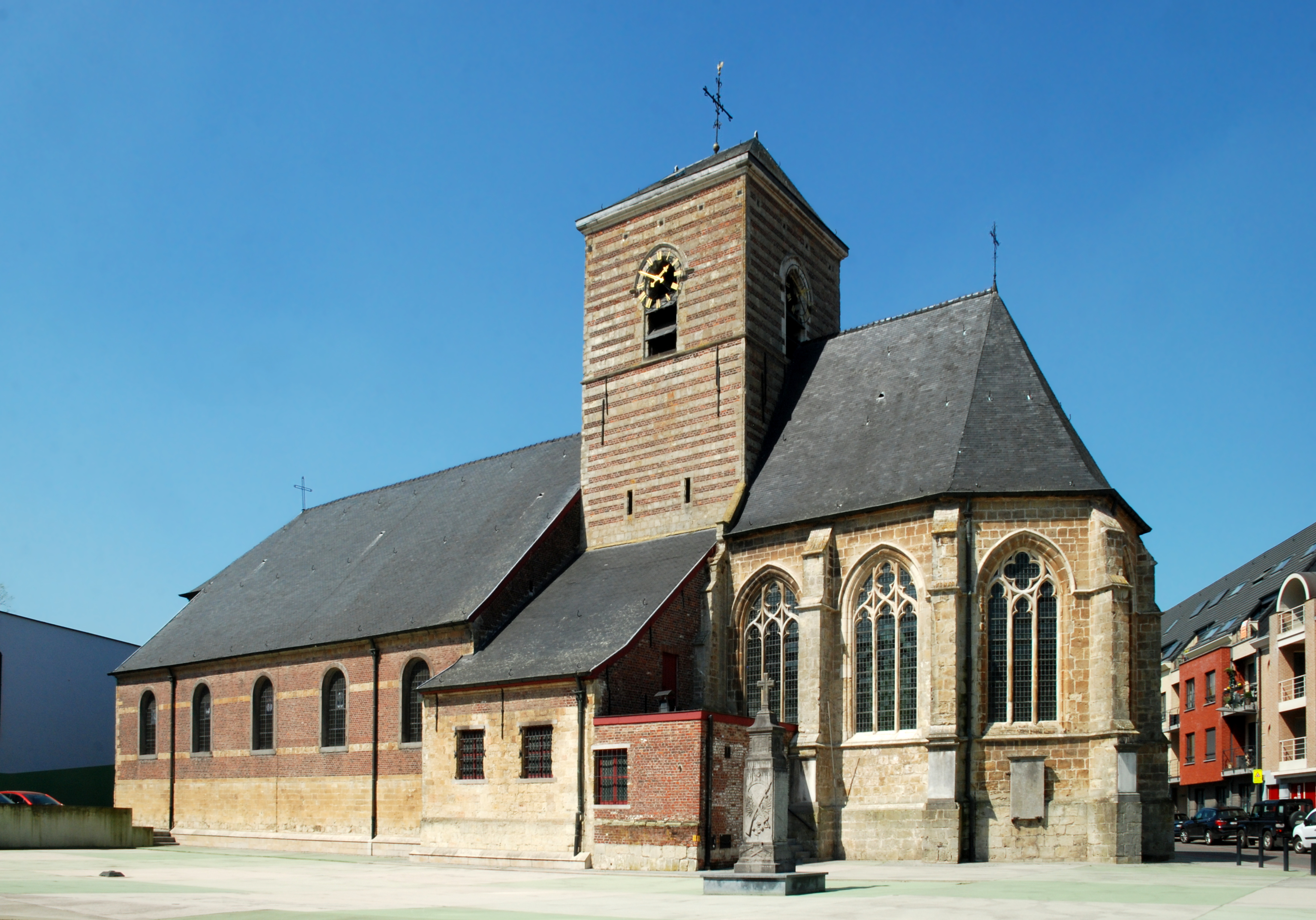
Onze-Lieve-Vrouwekerk

De Onze-Lieve-Vrouwekerk is de parochiekerk van de tot de Oost-Vlaamse gemeente Aalst behorende plaats Nieuwerkerken, gelegen aan Nieuwerkerken-Dorp 1A.

## Geschiedenis
De huidige kerk is samengesteld uit onderdelen van verschillende tijden. Het laatgotisch koor is van 1563-1568. De vieringtoren is uit het eerste kwart van de 17e eeuw. Deze toren wordt ten noorden nog geflankeerd door een 14e-eeuwse travee van het vroegere schip. Het driebeukig schip is van 1772 en in classicistische stijl uitgevoerd.

## Gebouw
Het betreft een driebeukige pseudobasilicale kruiskerk die georiënteerd is.
Het koor is gebouwd in zandsteen. De vieringtoren op vierkante plattegrond heeft speklagen van baksteen en zandsteen. Het schip is uitgevoerd in baksteen.

## Interieur
De twee zijaltaren zijn uit het 4e kwart van de 18e eeuw. De koorbanken en de lambrisering zijn uit dezelfde tijd en uitgevoerd in Lodewijk XVI-stijl. De communiebank en de preekstoel zijn van 1786. Er  zijn twee biechtstoelen van 1753 en twee van 1779. Het doksaal met het orgel zijn van einde 18e eeuw. Er is een grafmonument van Steven van Liedekerke (†1530) en Florence Wielants (†1506). 